# Anglo-španjolski pomorski rat (1587. – 1604.)
Anglo-španjolski pomorski rat (1587. – 1604.), izbio je kada je kraljica Elizabeta I. otvoreno stala na stranu nizozemskih ustanika tijekom rata protiv Španjolaca, na to je Španjolska zaplijenila engleske brodova u svojim lukama te Portugalu i u Sredozemnom moru. Na takvu je mjeru engleska strana uzvratila zabranom ribarenja kod Newfoundlanda. Oružana intervencija Engleske u pobunjenoj Nizozemskoj 1586. i pogubljenje kraljice Marije I. Stuart u veljači 1587., prouzrokovali su prekid, već ionako zategnutih, diplomatskih odnosa. Rat je otpočeo iste godine. 

## Slom Nepobjedive armade i Drakeov pohod na Španjolsku
Španjolski ratni plan predviđao je invaziju Engleske, gdje ju je u vodama ispred nje čekala Engleska flota. Francis Drake je 19. svibnja 1587. izvršio iznenadan i smion napad na Cádiz, čime je znatno omeo pripremu španjolske flote. Španjolska armada uputila se 1588. iz Španjolske da osigura prebacivanje invazijske vojske iz Flandrije u Englesku, no doživjela je potpun poraz, čime je Španjolska izgubila prevlast na moru, a Engleska je iduće godine prešla u ofenzivu na obale Pirinejskog poluotoka. Drake je 1589. prokrenuo pohod protiv primorskih gradova Španjolske s jakom eskadrom i 11,000 ukrcanih vojnika. Uplovio je u La Coruñau, razbio snage koje su branile grad i zarobio ili uništio više velikih brodova i mnogo ratnog materijala. Drakeov daljnji put prema jugu bio je ispunjen pljačkom i razaranjem. Na 40 M sjeverno od ušća rijeke Tajo iskrcao je trupe koje su uzalud pokušale zauzeti Lisabon. Nastavio je dalje te je zauzeo i opljačkao Vigo i zarobio mnogo brodova. 

## Gusarski pohodi protiv španjolske pomorske trgovine
Mnogobrojni pohodi protiv španjolske pomorske trgovine, koje su do kraja rata poduzimali gusari i organizirane jedinice engleske ratne mornarice (RM) jako su oslabili pomorsku moć Španjolske i obogatili engleske pomorce i krunu. Engleski gusari operirali su prvenstveno u sjevernom Atlantiku i na njegovim obalama, ali su silazili i južno od Rio de Janeira. Naročito se istaknuo George Clifford sa svojih 20 pohoda izvršenih od 1586.do 1598., u kojima je sudjelovalo ponekad i do 20 brodova.

## Jačanje Španjolske na moru i pokušaji suzbijanja
Francis Drake i John Hawkins s eskadrom od 26 brodova otplovili su 1595. u vode Zapadne Indije s namjerom da pređu preko Panamske prevlake (Istmo de Panamá) i dočepaju se blaga koje je tamo čekalo na transport. U međuvremenu je Španjolska ponovo ojačala na moru, pa je britanskim otocima zaprijetila opasnost od invazije. Stoga je Engleska, uz suradnju s Nizozemskom, u prvoj polovici 1596. opremila veliku flotu od oko 150 ratnih i transportnih brodova s preko 14,000 mornara i vojnika, koja je 20. lipnja nezapaženo stigla pred Calaisa, zauzela ga i uništila sve španjolske brodove zatečene u luci. Španjolci su 1601. uspjeli proći pored engleske eskadre koja je blokirala njihove luke i da kod sela Kinsale u Irskoj iskrcati 4,000 vojnika radi podrške irskom ustanku, koji je započeo 1593. Blokiran s mora i kopna, ovaj španjolski korpus je kasnije prisiljen na predaju. Do kraja rata Englezi su se ograničili na blokadu španjolske obale i krstarički rat. 

## Kraja rata i njegove posljedice
Poslije smrti kraljice Elizabete I, novi kralj James I. sklopio je 1604. mir i zabranio napade na španjolske kolonije i gusarenje protiv španjolske trgovine na moru. Ovaj rat je iz temelja uzdmao ekonomsku moć Španjolske. Ona više nije bila u stanju da svojom ratnom mornaricom efikasno štiti pomorski promet i kolonije, a rastuće bogatstvo omogućilo je Engleskoj da učvrsti i razvije svoju pomorsku moć. 